# Râul Izvorul Negru, Rebra
Râul Izvorul Negru este un curs de apă, afluent al râului Rebra. 